# Semilla (partido político)
El Movimiento Semilla, conocido simplemente como Semilla, es un partido político guatemalteco de ideología socialdemócrata, ecologista y progresista que fue inscrito ante el Tribunal Supremo Electoral de Guatemala como organización política el 14 de julio de 2017 y registrado como partido político recién el 21 de noviembre de 2018. A partir de enero de 2024, es el actual partido de gobierno de Guatemala.

## Historia
El Movimiento Semilla se registró en el Tribunal Supremo Electoral de Guatemala el 14 de julio de 2017. El partido empezó como un grupo de reflexión en 2014 y luego tomó la forma de movimiento. En noviembre de 2015 se convocó al grupo promotor, el primer paso para constituirse en partido político, poco después de las manifestaciones, que llevaron a la dimisión del presidente Otto Pérez Molina y la vicepresidenta Roxana Baldetti. Entre sus miembros fundadores se encuentran Edelberto Torres Rivas, Samuel Pérez Álvarez, Bernardo Arévalo, Lucrecia Hernández Mack. Jonathan Menkos, Irma Alicia Velásquez Nimatuj, Patricia Orantes y Alberto Fuentes Knight; este último decidió apartarse del Movimiento hasta resolver su situación por su presunta implicación en un caso de corrupción relacionado al proyecto Transurbano.
Posteriormente el Movimiento Semilla tuvo un acercamiento y relación con la exfiscal general Thelma Aldana para explorar una posible candidatura presidencial y una coalición con Encuentro por Guatemala y el Movimiento Libre. Después de las investigaciones de la fiscal general María Consuelo Porras y el comisionado de la CICIG Iván Velásquez Gómez, que solicitaron la eliminación de la inmunidad parlamentaria de Nineth Montenegro, secretaria general de Encuentro por Guatemala por un posible financiamiento electoral anónimo, la coalición se dejó de explorar.
El 21 de noviembre de 2018, la organización política concluyó los requisitos y se hizo oficial como partido político el mismo día.
El 28 de enero de 2019; Semilla anunció oficialmente la candidatura presidencial de la exfiscal general de Guatemala Thelma Aldana. Su compañero de fórmula fue el economista Jonathan Menkos, quien era muy cercano a Fuentes Knight. En ese momento, Aldana expresó que Semilla tenía muchas «coincidencias» con el partido Nuevas Ideas del presidente salvadoreño Nayib Bukele, quien la llegó a apoyar.
En agosto de 2019, la Comisión Internacional contra la Impunidad en Guatemala presentó un caso de espionaje y escuchas telefónicas ilegales. Estas acciones presuntamente fueron solicitadas por el entonces ministro de Economía, Acisclo Valladares Urruela, en contra de integrantes del partido político Semilla, incluyendo a Pérez Álvarez, Hernández Mack y Patricia Orantes. El caso fue archivado en 2023.
El 22 de enero de 2023, el diputado Bernardo Arévalo fue proclamado como candidato presidencial, junto a la química bióloga Karin Herrera como candidata a la vicepresidencia.
Los resultados preliminares indicaron que Arévalo estaba en segundo lugar con más de seiscientos mil votos, por lo que pasó a un balotaje con Sandra Torres de la Unidad Nacional de la Esperanza. El ascenso de Arévalo fue categorizado como una «sorpresa» por BBC News y El País. Semilla también obtuvo un resultado inesperadamente alto, que lo posicionaron como la tercera fuerza política en el Congreso, el Parlamento Centroamericano y la Municipalidad de Guatemala. También obtuvieron resultados municipales mixtos en casi todo el departamento de Guatemala.
La certificación de los resultados electorales se retrasó por varios amparos interpuestos ante la Corte de Constitucionalidad y la Corte Suprema de Justicia. Los recursos fueron presentados por nueve partidos políticos que alegaron una serie de irregularidades, hasta un posible «fraude electoral» a favor de Arévalo. Finalmente, estas acciones motivaron a una nueva audiencia de revisión de actas, que no arrojó ningún cambio significativo y confirmó los resultados preliminares. Finalmente la Corte Suprema desestimó el amparo y ordenó al Tribunal Supremo Electoral que oficializara los resultados.
El 4 de octubre de 2023 se conoció que el partido se integró a la Internacional Progresista.

## Posiciones políticas
El partido se define como un movimiento político democrático y plural, también explica que su identidad política es ecologista y progresista en varios sectores del partido político, aunque al partido también pertenecen miembros de varios sectores y distintas ideologías de la sociedad guatemalteca. El partido político cuenta con 5 principios ideológicos:
1. La construcción de la democracia.
2. La equidad como eje orientador de la acción pública.
3. El reconocimiento de un país plural.
4. Impulsar la economía humana.
5. El respeto a la naturaleza.

## Posiciones internacionales
El partido político ha condenado a los gobiernos de Nicaragua y Venezuela, y los ha calificado de «sistemas dictatoriales». Semilla propuso y votó a favor de una moción para desconocer los resultados electorales de las elecciones generales de Nicaragua de 2021.
En marzo de 2022, diputados de Semilla y otros partidos de oposición fueron ponentes de una propuesta legislativa que buscaba instar al presidente Alejandro Giammattei a tomar medidas en contra de Rusia por su invasión a Ucrania. La propuesta incluía la cancelación de la licencia de explotación minera de la empresa Compañía Guatemalteca de Níquel, S. A. (Pronico), la cual es propiedad de la compañía rusa Solway Investment Group. Además, se solicitó la cancelación del contrato de adquisición de las vacunas Sputnik V con el gobierno ruso.
En octubre de 2023 el partido fue aceptado en la Internacional Progresista una alianza de partidos y movimientos de izquierda progresista.

## Controversias
En el año 2020 la esposa de Fuentes Knight, Ana Cristina Castañeda, se quejó del «poco apoyo» que el partido le dio a su esposo después del caso en el que se vio involucrado y que «prácticamente los hicieron a un lado» según sus palabras, además que en varios blogs expresaba desacuerdos con la dirigencia del partido. En febrero de 2021, la fundadora Suzanne Brichaux y precandidata a diputada por Sacatepéquez en 2019 fue expulsada del partido bajo argumentos de que habría incurrido en usurpación de funciones y violaciones al reglamento interno. Brichaux argumentó que todo se debió al «cuestionar a la dirigencia».
En diciembre de 2021 el partido desconoció al diputado José Alberto Sánchez Guzmán por haberse «saltado» la disciplina de partido al haber votado a favor de la concesión de la construcción y operación de la Autopista Escuintla-Puerto Quetzal, Sánchez Guzmán finalmente se unió al partido derechista Unión Republicana. En 2022, el diputado Luis Fernando Pineda Lemus se desligó de Semilla en buenos términos y se unió al partido Visión con Valores.

### Denuncias
En marzo de 2023, el partido presentó una denuncia en la Fiscalía de Delitos Electorales del Ministerio Público por el caso de una firma falsificada cuando aún era un comité en formación. La denuncia también incluía a las personas que presuntamente recogieron la firma. Meses después, el caso fue trasladado de la Fiscalía de Delitos Electorales hacia la Fiscalía Especial Contra la Impunidad, que dirige el fiscal Rafael Curruchiche. Curruchiche es un fiscal que previamente había denunciado al entonces candidato Edmond Mulet y pidió el retiro de su inmunidad, por presuntamente «obstaculizar la justicia» luego de haberse pronunciado en contra de un juicio contra periodistas, luego lo denunció por haber realizado «campaña anticipada».
El 12 de julio de 2023, el Tribunal Supremo Electoral oficializó los resultados y confirmó que Torres y Arévalo disputarían la segunda vuelta, sin embargo, al mismo tiempo, el fiscal Rafael Curruchiche del Ministerio Público anunció que, a petición de la Fiscalía Especial Contra la Impunidad, el juez Fredy Orellana suspendió la personalidad jurídica del Movimiento Semilla por un supuesto caso de firmas falsas de afiliados para la formación del partido político y ordenó al tribunal electoral la cancelación del partido político. Según Curruchiche, se falsificaron alrededor de 5 mil firmas y, según su criterio, puede existir un delito de lavado de dinero. Según Prensa Libre, existe otra denuncia contra el partido por supuestamente falsificar las firmas en los libros de adhesión. Tanto el Tribunal Supremo Electoral como expertos en derecho afirmaron que el juez no actuó conforme a la Ley Electoral y de Partidos Políticos y que su medida ponía en riesgo el desarrollo de la segunda vuelta electoral. El Registro de Ciudadanos del Tribunal Supremo Electoral pidió una apelación a la Corte Suprema de Justicia para suspender la orden del juez. Ante esto, el Movimiento Semilla presentó un amparo ante la Corte de Constitucionalidad para revertir la orden del juez. Arévalo dijo que las acciones de Curruchiche y Orellana eran un «golpe de estado técnico».
La Corte concedió el amparo de manera provisional y Semilla se mantuvo en la segunda vuelta. También se convocaron manifestaciones para pedir la renuncia de la fiscal general María Consuelo Porras, el fiscal Curruchiche y el juez Orellana. Posteriormente, Arévalo y su candidata a la vicepresidencia, Karin Herrera se hicieron presentes en la manifestación e interpusieron una denuncia penal contra el fiscal Curruchiche y el juez Orellana. El 14 de julio, Arévalo, Herrera y su equipo de trabajo comenzaron oficialmente la campaña electoral.
Ante el caos causado por la judicialización de las elecciones, diversos actores nacionales e internacionales negaron el alegato de fraude electoral y afirmaron que los resultados coincidían con sus observaciones, también pidieron a todas las partes a respetar los resultados electorales, además, criticaron fuertemente las acciones del Ministerio Público. En una declaración bipartidista, el Congreso de los Estados Unidos pidió al presidente Joe Biden que imponga sanciones contra de los responsables de «amenazar la democracia» en Guatemala y expresaron particularmente su preocupación por las acciones contra la candidatura de Arévalo. Alrededor de veinte expresidentes conservadores de España y América Latina emitieron un comunicado conjunto en el que condenaron el intento de inhabilitar a Arévalo y su partido político, y lo compararon con la reciente inhabilitación de la líder opositora venezolana María Corina Machado. El periodista argentino Andrés Oppenheimer calificó las acusaciones de fraude electoral en Guatemala como un intento de «golpe de estado», y las comparó con los intentos de Donald Trump de anular los resultados de las elecciones presidenciales de Estados Unidos de 2020. Por su parte, el Ministerio Público se defendió afirmando que no tienen la intención de «interferir» ni «inhabilitar» la participación de los candidatos y que su actuar se apega a la ley.
El 17 de julio, el equipo legal de Semilla recusó al juez Orellana, lo que, de acuerdo con la ley, el proceso judicial se detiene hasta que se seleccionara un nuevo juez para el caso. Un día después, Orellana solicitó una investigación contra el jefe del Registro de Ciudadanos del Tribunal Supremo Electoral por no acatar su resolución judicial, a pesar de que la Corte de Constitucionalidad falló a favor de Semilla y pidió que se notificara al juez. En ese momento, el Registrador estaba fuera del país por vacaciones. Además, el juez extendió una orden de captura contra dos exmilitantes del partido.. Horas más tarde, la Fiscalía Especial Contra la Impunidad ordenó al Registro de Ciudadanos que informara si había cumplido con la orden del juez Orellana. Aunque previamente el Ministerio Público había afirmado que su intención no era interferir en las elecciones ni inhabilitar a algún candidato, en la circular enviada al Registro de Ciudadanos con fecha 18 de julio, se especificó que las consecuencias de cancelar la personalidad jurídica del partido incluían la prohibición de participar en cualquier acto político posterior, así como la incapacidad de asignar cargos a candidatos del partido. Ese mismo día, el Tribunal Supremo Electoral reiteró al Ministerio Público y al juez que no suspenderá al partido, citando su base en el amparo extendido por la Corte de Constitucionalidad.

## Elecciones presidenciales
| Año electoral | Candidato presidente | Candidato vicepresidente | 1.ª vuelta     | 1.ª vuelta   | 2.ª vuelta     | 2.ª vuelta   |
| Año electoral | Candidato presidente | Candidato vicepresidente | Total de votos | Porcentaje   | Total de votos | Porcentaje   |
| ------------- | -------------------- | ------------------------ | -------------- | ------------ | -------------- | ------------ |
| 2019          | Thelma Aldana        | Jonathan Menkos          | No participó   | No participó | No participó   | No participó |
| 2023          | Bernardo Arévalo     | Karin Herrera            | 653 486        | 15,51% (2.º) | 2 441 661      | 60,90% (1.º) |

### Legislativos
Estos son los resultados que obtuvo en las participaciones que tuvo a partir de 2019:
| Año electoral | Distritales    | Distritales | Distritales | Distritales | Listado Nacional | Listado Nacional | Listado Nacional | Listado Nacional | Total  |
| Año electoral | Total de votos | Porcentaje  | Escaños     | +/-         | Total de votos   | Porcentaje       | Escaños          | +/-              | Total  |
| ------------- | -------------- | ----------- | ----------- | ----------- | ---------------- | ---------------- | ---------------- | ---------------- | ------ |
| 2019          | 215.669        | 5,11%       | 5/128       |             | 212.012          | 5,24%            | 2/32             |                  | 7/160  |
| 2023          | 347.537        | 10,4%       | 18/128      | 13          | 488.692          | 8,8%             | 5/32             | 3                | 23/160 |